# Lopatyinói járás
A Lopatyinói járás (oroszul Лопатинский район) Oroszország egyik járása a Penzai területen. Székhelye Lopatyino.

## Népesség
- 1989-ben 17 838 lakosa volt.
- 2002-ben 16 190 lakosa volt, melynek 60%-a orosz, 22%-a tatár, 16%-a mordvin.
- 2010-ben 14 942 lakosa volt, melynek 62,9%-a orosz, 21,8%-a tatár, 12,6%-a mordvin.